# Avramovo, Blagoevgrad
Avramovo (în bulgară Аврамово) este un sat în Obștina Iakoruda, Regiunea Blagoevgrad, Bulgaria.

## Demografie
Componența etnică a satului Avramovo
     Turci (80,49%)
     Bulgari (13,27%)
     Nicio identificare (6,22%)
     Altele (0%)
La recensământul din 2011, populația satului Avramovo era de 723 locuitori. Din punct de vedere etnic, majoritatea locuitorilor (80,49%) erau turci, cu o minoritate de bulgari (13,27%). Pentru 6,22% din locuitori nu este cunoscută apartenența etnică.